# Raya và rồng thần cuối cùng
Raya và rồng thần cuối cùng (tên gốc tiếng Anh: Raya and the Last Dragon, /ˈraɪ.ə/ RYE-ə) là phim hoạt hình phiêu lưu hành động kỳ ảo của Mỹ năm 2021. Phim do hai hãng Walt Disney Pictures và Walt Disney Animation Studios đồng sản xuất và hãng Walt Disney Studios Motion Pictures phát hành. Đây là tác phẩm hoạt hình thứ 59 của hãng phim, với hai đạo diễn chính là Don Hall và Carlos López Estrada, còn Paul Briggs và John Ripa đóng vai trò đồng đạo diễn. Phần sản xuất của bộ phim do Osnat Shurer và Peter Del Vecho đảm nhiệm, cùng với phần kịch bản do Quí Nguyễn và Adele Lim phụ trách. Phim có sự góp giọng lồng tiếng của nhiều diễn viên người Mỹ gốc Á, trong đó có Kelly Marie Trần trong vai nhân vật nữ chính Raya, Awkwafina vai rồng Sisu, bên cạnh các diễn viên Izaac Wang, Gemma Chan, Daniel Dae Kim, Benedict Wong, Sandra Oh, Thalia Trần, Lucille Soong và Alan Tudyk trong vai các nhân vật phụ.
Raya và rồng thần cuối cùng được Walt Disney Studios Motion Pictures khởi chiếu tại các rạp chiếu của Hoa Kỳ vào ngày 5 tháng 3 năm 2021 ở các định dạng 2D, 3D, Dolby Cinema và IMAX. Phim cũng được phát hành đồng thời trên nền tảng Disney+ với Premier Access nhằm đối phó với những tác động tiêu cực của đại dịch COVID-19 đối với việc phát hành phim điện ảnh tại rạp khi nhiều rạp chiếu phim ở Hoa Kỳ và các quốc gia khác đã bị đóng cửa. Tại Việt Nam, phim cũng được khởi chiếu vào ngày 5 tháng 3 năm 2021.
Tác phẩm đã thu về hơn 119 triệu USD toàn cầu, trở thành phim điện ảnh có doanh thu cao thứ tám của năm 2021, đồng thời nhận được nhiều lời khen ngợi từ các nhà phê bình điện ảnh, đặc biệt cho phần hoạt hình, các phân cảnh hành động, nhân vật, lồng tiếng và thông điệp trong phim.

## Nội dung
Ngày xửa ngày xưa, vùng đất thịnh vượng Kumandra bị những linh hồn tà ác gọi là Druun tàn phá, biến con người  và loài rồng thành đá tảng. Sisu, con rồng cuối cùng, triệu hồi hết phép thuật của mình vào một viên ngọc quý và trục xuất được Druun ra khỏi thế gian, hồi sinh dân chúng nhưng không tài nào hồi sinh được loài rồng. Lúc này, dân chúng lại bắt đầu nảy sinh lòng tham, muốn chiếm hữu viên ngọc quý làm của riêng. Thế là Kumandra bị chia năm xẻ bảy thành các bộ tộc: Long Nha, Long Tâm, Long Cốt, Long Trảo và Long Vĩ; trong đó Long Tâm giữ trọng trách bảo vệ viên ngọc quý.
500 năm sau, thủ lĩnh   Benja của tộc Long Tâm huấn luyện cô con gái Raya để trở thành người bảo vệ viên ngọc. Trong bữa tiệc do Benja chủ trì với mục đích hòa giải dân tộc, Raya kết bạn với Namaari – con gái của thủ lĩnh  Virana từ bộ tộc Long Nha. Tin tưởng Namaari, Raya dẫn cô bé đến chỗ cất giấu viên ngọc nhưng trớ trêu thay, Namaari lại phản bội Raya và báo cho người của Long Nha đến để đánh cắp viên ngọc. May mắn là Benja cùng các bộ lạc khác cũng đến nơi kịp lúc. Các bên bắt đầu giằng co khiến viên ngọc rơi vỡ. Mỗi bộ tộc bèn thủ lấy một mảnh ngọc. Đúng lúc này, loài Druun thức tỉnh và tàn phá vùng đất Long Tâm, biến những người tiếp xúc với Druun thành đá. Tất cả bỏ chạy tán loạn. Sau khi chạy được một đoạn thì Benja sức cùng lực kiệt do bị thương. Ông nói những lời cuối cùng, đưa cho Raya mảnh ngọc quý rồi quăng cô xuống sông để cô được an toàn, còn chính ông thì bị hóa thành đá.
Trong sáu năm tiếp theo, Raya đi khắp Kumandra để tìm rồng Sisu. Tại chỗ một con tàu đắm ở Long Vĩ, cuối cùng Raya cũng triệu hồi được Sisu. Lúc này, Sisu giải thích rằng cô không tạo ra viên ngọc, mà chỉ sử dụng nó thay cho các anh chị em của mình, đồng thời có thể lĩnh thụ được sức mạnh của họ khi chạm vào các mảnh ngọc. Cả hai đến một ngôi đền đổ nát ở Long Vĩ và lấy được mảnh thứ hai. Mảnh ngọc này giúp Sisu có thể thay hình đổi dạng, chẳng hạn như biến thành người phàm. Liền ngay sau đó, cả hai chạm trán với Namaari và đồng bọn. Thoát khỏi ngôi đền, cả hai trèo lên chiếc thuyền của cậu bé Boun.
Đến Long Vĩ để lấy mảnh ngọc thứ ba, Raya bị đứa trẻ Noi cùng đồng bọn khỉ lừa rồi móc túi mấy mảnh ngọc. Sau một cuộc rượt đuổi dài hơi, Raya chiêu mộ được Noi và Ongis về đầu quân cho mình. Song song đó, Dang Hu (thủ lĩnh của Long Vĩ) lừa được Sisu đến gần Druun nhằm ép Sisu phải khai chỗ cất giấu hai mảnh ngọc. Ngay lúc đó, Raya giải cứu Sisu và tiện tay đoạt luôn mảnh thứ ba trên tay Dang Hu. Với mảnh này, Sisu có thể phả ra sương mù, giúp cả hai trốn thoát. Tại Long Cốt, cả nhóm đụng độ Tòng, một chiến binh khổng lồ hung tợn và là người sống sót duy nhất của bộ tộc. Namaari cũng đến đây, Raya xung phong ra đấu tay đôi với Namaari để câu giờ cho mọi người tẩu thoát. Thấy Raya đang bị đánh bầm dập, Sisu biến thành rồng, chạy ra cứu Raya. Lúc này, cả nhóm mới biết Sisu là một con rồng, và ngỏ ý muốn đồng hành cùng Raya trong công cuộc giải cứu Kumandra. Tòng giao mảnh ngọc của Long Cốt cho Sisu, giúp Sisu có khả năng hô phong hoán vũ.
Khi bàn bạc về kế hoạch lấy mảnh ngọc ở Long Nha, Sisu đề xuất hãy liên minh với Namaari và thuyết phục ả tự nguyện giao mảnh ngọc đó thay vì ăn cắp song bị Raya gạt đi. Sisu liền đưa cô bay về mảnh đất Long Tâm, kể lại đầu đuôi câu chuyện của 500 năm trước. Trong đó, niềm tin giữa các huynh đệ tỉ muội rồng là nguyên tắc cốt yếu đã giúp Sisu cứu được Kumandra. Nghe xong, Raya đồng ý sẽ tặng một món quà làm hòa với Namaari – chính là mặt dây chuyền hình rồng, món quà tình bạn thuở bé của hai người. Raya và Sisu gặp riêng Namaari. Bị giằng xé bởi trách nhiệm cứu lấy danh tiếng của Long Nha, Namaari giương nỏ lên để đe dọa, ra yêu sách rằng Sisu cũng như các mảnh ngọc phải thuộc về mình. Tuy Sisu trấn an Namaari, nhưng Raya nhanh tay phóng kiếm trúng nỏ của Namaari. Nỏ bị kích hoạt, phóng tên trúng Sisu. Khi con rồng cuối cùng chết, nước sẽ rút đi, tạo điều kiện thuận lợi cho Druun xâm chiếm Long Nha. Đồng đội của Raya dùng các mảnh ngọc để chặn bước Druun, giúp cư dân Long Nha thoát thân. Trong lúc này, Raya và Namaari tử chiến với nhau. Ngay khi sắp kết liễu được Namaari, Raya nhận ra là khi nãy mình cũng có lỗi, góp phần gián tiếp gây ra cái chết của Sisu nên hạ đao. Sau khi dân chúng đều đã thoát thân, cả nhóm bị Druun bao vây. Nhớ lại nguyên tắc về niềm tin mà Sisu từng kể, Raya kêu gọi mọi người hãy cùng nhau lắp ráp viên ngọc. Cô xung phong hiến mảnh ngọc đầu tiên cho Namaari để rồi bị Druun biến thành đá. Những người còn lại làm theo. Namaari tìm cách lắp ráp các mảnh ngọc thành một viên hoàn chỉnh rồi cũng bị Druun biến thành đá.
Một chốc sau, từ bên trong, viên ngọc phát ra những luồng sáng sáng bừng cả thế gian. Một cơn mưa lớn như trút nước đổ xuống, diệt sạch Druun, vãn hồi thế giới, trong đó có những con rồng. Rồi bầy rồng cùng hợp lực pháp thuật để hồi sinh Sisu. Mọi người đoàn tụ với những người thân yêu quá cố. Các bộ tộc hòa hợp với nhau thành một thể thống nhất – chính là Kumandra.

## Lồng tiếng
- Kelly Marie Trần vai Raya[7][8]
Công chúa chiến binh dũng cảm của Vùng đất Long Tâm của Kumandra, được đào tạo để trở thành Người bảo vệ Ngọc rồng. Để khôi phục hòa bình cho Kumandra, cô đã lên đường tìm kiếm con rồng cuối cùng.
- Awkwafina vai Sisu[9]
Con rồng cuối cùng còn tồn tại. Cô có tính cách lập dị và nhạy cảm, nhưng cũng rất dũng cảm, tốt bụng và khôn ngoan.
- Izaac Wang vai Boun[10][11]
- Gemma Chan vai Namaari[10][12]
- Daniel Dae Kim vai Benja[10]
- Benedict Wong vai Tong[10]
- Sandra Oh vai Virana[10]
- Thalia Tran vai Little Noi[10]
- Lucille Soong vai Dang Hu
- Alan Tudyk vai Tuk Tuk[10]

## Sản xuất

### Phát triển
Ngày 24 tháng 12 năm 2018, That Hashtag Show đưa tin rằng  Walt Disney Animation Studios đang phát triển một bộ phim hoạt hình có tựa Dragon Empire (Đế chế Rồng), đây sẽ là sản phẩm đạo diễn đầu tay của nghệ sĩ viết truyện Paul Briggs và Dean Wellins, còn Kiel Murray viết kịch bản. Tháng 10 cùng năm, tạp chí trực tuyến Deadline đưa tin rằng Disney thuê Adele Lim đảm nhiệm công việc hiệu chỉnh lời thoại, còn Osnat Shurer lo khâu sản xuất. Ngày 24 tháng 8 năm 2019, trong buổi tọa đàm với câu lạc bộ người hâm mộ D23 Expo, Disney chính thức công bố về bộ phim này. Tháng 8 năm 2020, người ta thông báo rằng Don Hall (từng đạo diễn phim Winnie the Pooh và Biệt đội Big Hero 6) và Carlos López Estrada (tham gia công ty Disney Animation vào năm 2019), giờ đây sẽ "cầm trịch" với vai trò đạo diễn, Briggs vẫn là đồng đạo diễn, ngoài ra còn có John Ripa. Thêm vào đó, Qui Nguyen tham gia công tác viết kịch bản, và Peter Del Vecho trở thành đồng sản xuất, song hành cùng Shurer.

### Tuyển vai
Ngày 2 tháng 8 năm 2019, chính trong hội chợ D23 Expo, Disney thông báo Awkwafina và Cassie Steele sẽ gia nhập đoàn phim với các vai Sisu và Raya. Ngày 27 tháng 8 năm 2020, có tin báo rằng Kelly Marie Trần sẽ thế chỗ Steele cho vai Raya. Việc tái phân vai này là do thay đổi về mặt sáng tạo trong nhân vật và cốt truyện.
Ngay trước ngày phát hành (tháng 3 năm 2021), Hall tiết lộ lý do thật sự đội ngũ sản xuất quyết định tuyển lại vai nữ chính: ban đầu Raya là một "nhân vật độc lập kiên cường", nhưng rồi đội ngũ dần thêm thắt các tính cách "dí dỏm" và "ngông nghênh" giống nhân vật Star-Lord trong bộ phim Vệ binh dải Ngân Hà (2014) của hãng Marvel. Thế là Kelly Marie Trần được chọn vì "sự tươi vui, sôi nổi và bá đạo", dù trước đó cô từng tham dự đợt thử vai đầu tiên và bị đánh rớt.
Ngày 26 tháng 1 năm 2021, báo chí đưa tin rằng Gemma Chan, Daniel Dae Kim, Sandra Oh, Benedict Wong, Izaac Wang, Thalia Trần, Alan Tudyk, Lucille Soong, Patti Harrison, cũng như Ross Butler đều sẽ tham gia trong bộ phim.

### Hoạt hình
Lấy cảm hứng từ văn hóa Đông Nam Á của các quốc gia Brunei, Singapore, Lào, Thái Lan, Đông Timor, Campuchia, Việt Nam, Myanmar, Malaysia, Indonesia, và Philippines, câu chuyện diễn ra trong đất nước giả tưởng Kumandra. Các nhà làm phim đã đến các quốc gia trên để nghiên cứu văn hóa, trừ Myanmar, Malaysia, Singapore và Brunei. Họa sĩ người Thái Fawn Veerasunthorn là người chủ đạo chuyển thể kịch bản thành hình ảnh. Các nhà làm phim còn cho lập ra một hội đồng ban cố vấn về văn hóa, lấy tên là Southeast Asia Story Trust, trong đó có Tiến sĩ Steve Arounsack, phó giáo sư ngành Nhân chủng học Lào tại đại học bang California Stanislaus.

### Âm nhạc
James Newton Howard đảm nhận sáng tác nhạc nền Raya và rồng thần cuối cùng. Từng sáng tác nhạc cho các bộ phim Dinosaur, Atlantis: Đế chế thất lạc, và Hành tinh Kho báu, đây là lần thứ tư Howard sáng tác nhạc cho một bộ phim hoạt hình của Walt Disney Animation Studios. Phần nhạc được phát hành vào ngày 26 tháng 2 năm 2021. Jhené Aiko là người sáng tác kiêm trình bày bài hát ở phần danh đề – "Lead the Way".
Ngày 2 tháng 3 năm 2021, Disney Studios Philippines thông báo rằng ca sĩ người Philippines KZ Tandingan sẽ thể hiện bài hát Disney tiếng Philippines đầu tiên – "Gabay", (n.đ. '"dẫn đường"'). Bản tiếng Philippines của "Lead the Way" này sẽ được đưa vào nhạc phim. Giám đốc marketing của Disney Philippines Allie Benedicto nói rằng bài "Gabay [...] là một minh chứng cho việc chúng tôi cố gắng hợp tác với các tài năng bản địa để có thể kể các câu chuyện sao cho gần gũi với địa phương". Trong một thông cáo báo chí đưa tin về bài hát, KZ Tandingan phát biểu "Tôi cảm thấy biết ơn và tự hào khi được hát bằng tiếng mẹ đẻ, và cho thế giới thấy vẻ đẹp của ngôn ngữ này. Tôi tự hào vì được là một phần của lịch sử. Tôi lớn lên với các bộ phim của Disney. Cuối cùng cũng có một nàng công chúa Disney mà tôi cảm thấy có thể gắn kết và đó chính là Raya, được lấy cảm hứng từ Đông Nam Á."

## Đón nhận

### Doanh thu phòng vé
Tính đến  ngày 8 tháng 4 năm 2021, Raya và rồng thần cuối cùng đã mang về $33,1 triệu doanh thu tại Hoa Kỳ và Canada, $62 triệu tại các lãnh thổ khác, tức tổng doanh thu toàn cầu là $95,1 triệu.
Tại Hoa Kỳ và Canada, bộ phim được phát hành cùng thời điểm với Hành tinh hỗn loạn và Boogie, cho nên ban đầu các nhà làm phim chỉ ước chừng doanh thu sẽ khoảng $6,5 triệu, đến từ 2.045 rạp chiếu bóng trong cuối tuần đầu công chiếu. Nhưng sau khi thu về $2,5 triệu vào ngày đầu tiên, một phần cũng nhờ việc các rạp ở thành phố New York hoạt động trở lại, con số dự đoán cho cuối tuần được nâng lên thành $8,3 triệu. Trên thực tế, doanh thu khởi điểm là $8,5 triệu, đứng đầu phòng vé.
Trong số khán giả đến xem, các gia đình có con nhỏ chiếm đến 52% số lượng khán giả trong tuần đầu công chiếu (57% trong số đó là nữ giới), với 37% là người da trắng, 22% là người da đen, 21% là người châu Á còn 20% là người gốc Tây Ban Nha. Tuần thứ hai, bộ phim mang về $5,5 triệu doanh thu, rồi $5,2 triệu vào tuần thứ ba, tiếp tục đứng đầu phòng vé.

### Đánh giá chuyên môn
Trang web tổng hợp đánh giá Rotten Tomatoes cho biết 94% trong tổng số 272 nhà phê bình cho bộ phim đánh giá tích cực, số điểm trung bình là 7,4/10. Các nhà phê bình nhất trí rằng: "Là một sản phẩm hoạt hình tuyệt vời với phần lồng tiếng vô cùng khéo léo bổ sung vào bộ sưu tập phim kinh điển của Disney, Raya và rồng thần cuối cùng vừa kế thừa tinh thần của hãng phim vừa tái khẳng định rằng công thức kinh điển của Disney vẫn hiệu quả như ngày nào." Trên trang tổng hợp đánh giá Metacritic, bộ phim nhận được điểm trung bình 75/100 từ 46 nhà phê bình, tức "nhìn chung là đánh giá tích cực". CinemaScore cho biết điểm trung bình do khán giả bình chọn là A trên thang điểm A+ đến F; còn PostTrak báo cáo rằng có 92% khán giả đánh giá tích cực, 78% nói rằng họ sẽ giới thiệu bộ phim cho người khác xem.
Viết cho IndieWire, Kate Erbland cho bộ phim điểm B+ kèm lời nhận xét: "Do thương hiệu những nàng công chúa Disney vẫn ngày một lớn mạnh, từ việc giới thiệu những nhân vật hoàn toàn mới như Moana cho đến việc duy trì độ phổ biến của các nhân vật kinh điển như Tiana và Hoa Mộc Lan, Raya và rồng thần cuối cùng là một minh chứng đúng đắn cho thấy hình ảnh tiêu biểu vẫn có tiềm năng phát triển — đồng thời vẫn chứng minh được rằng một số nguyên liệu từ thời sơ khởi vẫn có thể góp phần tạo ra sản phẩm." Cây bút David Fear của tạp chí Rolling Stone cho bộ phim 3,5/5 sao, tán dương phần trình diễn lồng tiếng của Kelly Marie Trần và Awkwafina kèm nhận xét, "chính khía cạnh hài kịch về tình bạn song hành mới là thứ khiến bộ phim sống động". Simran Hans của báo The Observer cho bộ phim 4/5 sao, khen ngợi cách dựng phim hoạt hình cùng phần lồng tiếng của Awkwafina sánh ngang với các nhân vật Mushu của Eddie Murphy, hay Thần Đèn của Robin Williams.
Bộ phim bị chỉ trích vì lấy bối cảnh Đông Nam Á mà lại thiếu vắng nhân tố Đông Nam Á trong dàn diễn viên. Nếu không tính K. Trần, Butler, T. Trần, Wang và Harrison thì đa số các diễn viên đều là người gốc Đông Á. Trong một bài phê bình trên trang web DiscussingFilm, A. Felicia Wade bình luận rằng đội ngũ lồng tiếng có quá ít diễn viên người Đông Nam Á, "[Tuy] bộ phim tự xưng là mang tính đại diện, nhưng trong cốt lõi thì không đạt được mục tiêu này".